# Sanjetettix sylvaticus
Sanjetettix sylvaticus är en insektsart som beskrevs av Luc A. Devriese 1999. Sanjetettix sylvaticus ingår i släktet Sanjetettix och familjen torngräshoppor. Inga underarter finns listade i Catalogue of Life.